# Кущавник новокаледонський

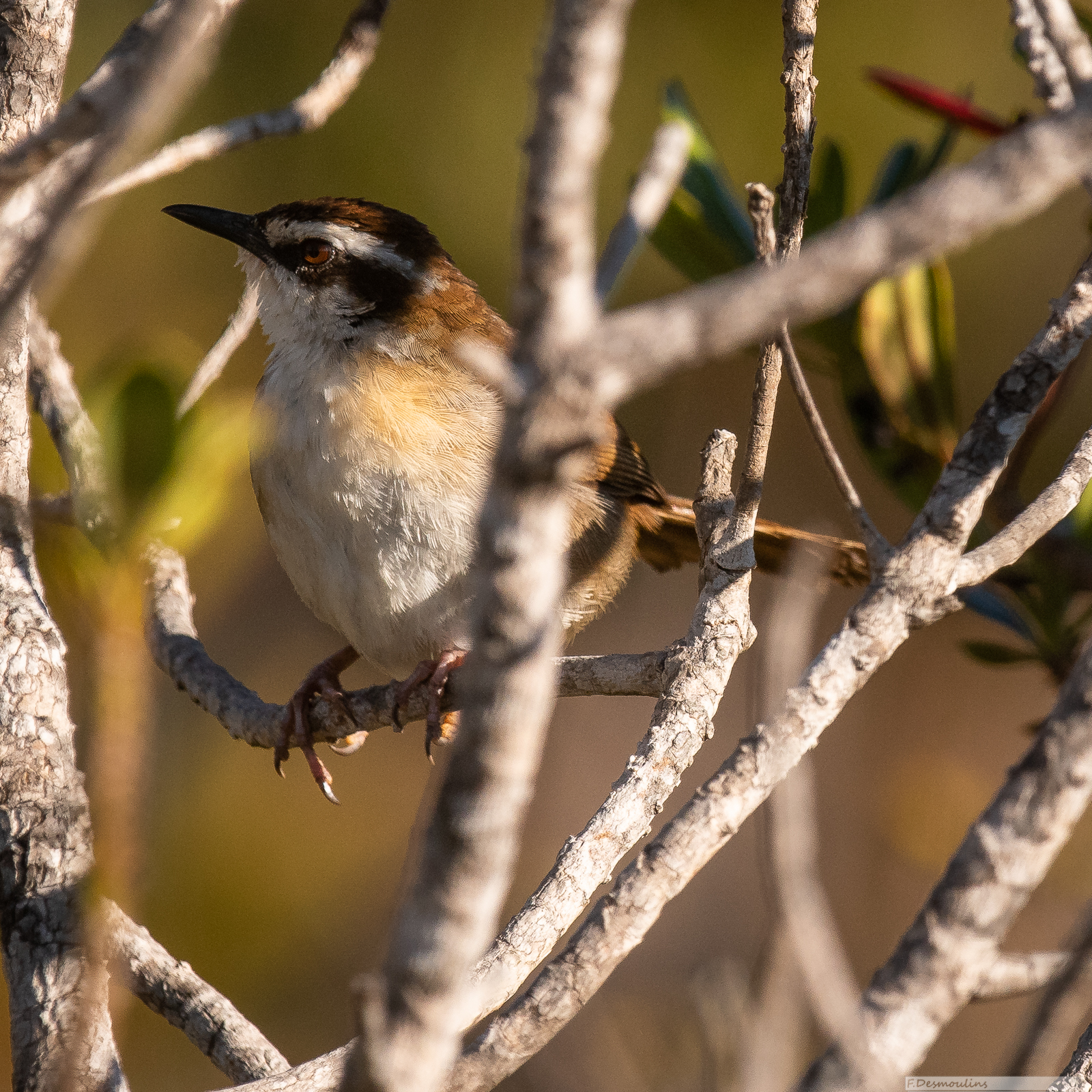
Новокаледонський кущавник

Куща́вник новокаледонський (Cincloramphus mariae) — вид горобцеподібних птахів родини кобилочкових (Locustellidae). Ендемік Нової Каледонії.

## Поширення і екологія
Новокаледонські кущавники є ендеміками острова Нова Каледонія. Вони живуть в чагарникових заростях, на луках і пасовищах, у вологих тропічних лісах і в саванах. Зустрічаються на висоті до 1000 м над рівнем моря.

## Збереження
МСОП класифікує цей вид як такий, що не потребує особливих заходів зі збереження. За оцінками дослідників, популяція новокаледонських кущавників становить від 1500 до 7000 птахів. Це досить поширений вид в межах свого ареалу.